# Processo alfa
O processo alfa (ou reações alfa) é uma das duas classes de fusão nuclear, através da qual as estrelas convertem o hélio em elementos mais pesados, sendo o outro o processo triplo-alfa. 
Ao passo que o processo triplo-alfa requer apenas hélio, na presença de carbono outras reações que consomem hélio se tornam possíveis:
{\displaystyle \mathrm {_{6}^{12}C} +\mathrm {_{2}^{4}He} \rightarrow \mathrm {_{8}^{16}O} +\gamma +Q}, Q = 7.16 МeV
{\displaystyle \mathrm {_{8}^{16}O} +\mathrm {_{2}^{4}He} \rightarrow \mathrm {_{10}^{20}Ne} +\gamma +Q}, Q = 4.73 МeV
{\displaystyle \mathrm {_{10}^{20}Ne} +\mathrm {_{2}^{4}He} \rightarrow \mathrm {_{12}^{24}Mg} +\gamma +Q}, Q = 9.31 МeV
{\displaystyle \mathrm {_{12}^{24}Mg} +\mathrm {_{2}^{4}He} \rightarrow \mathrm {_{14}^{28}Si} +\gamma +Q}, Q = 9.98 МeV
{\displaystyle \mathrm {_{14}^{28}Si} +\mathrm {_{2}^{4}He} \rightarrow \mathrm {_{16}^{32}S} +\gamma +Q}, Q = 6.95 МeV
{\displaystyle \mathrm {_{16}^{32}S} +\mathrm {_{2}^{4}He} \rightarrow \mathrm {_{18}^{36}Ar} +\gamma }
{\displaystyle \mathrm {_{18}^{36}Ar} +\mathrm {_{2}^{4}He} \rightarrow \mathrm {_{20}^{40}Ca} +\gamma }
{\displaystyle \mathrm {_{20}^{40}Ca} +\mathrm {_{2}^{4}He} \rightarrow \mathrm {_{22}^{44}Ti} +\gamma }
{\displaystyle \mathrm {_{22}^{44}Ti} +\mathrm {_{2}^{4}He} \rightarrow \mathrm {_{24}^{48}Cr} +\gamma }
{\displaystyle \mathrm {_{24}^{48}Cr} +\mathrm {_{2}^{4}He} \rightarrow \mathrm {_{26}^{52}Fe} +\gamma }
{\displaystyle \mathrm {_{26}^{52}Fe} +\mathrm {_{2}^{4}He} \rightarrow \mathrm {_{28}^{56}Ni} +\gamma }
Todas estas reações possuem uma taxa muito baixa e portanto não contribuem significativamente para a produção energética das estrelas;
na presença de elementos mais pesados que o neônio (número atômico > 10) esse processo ocorre com dificuldade ainda maior, devido à crescente barreira de Coulomb.
Os elementos do processo alfa (ou elementos alfa) são assim denominados quando seus isótopos mais abundantes são múltiplos íntegros da massa do núcleo do hélio (a partícula alfa). Os elementos alfa são Z ≤ 22: (C, N), O, Ne, Mg, Si, S, Ar, Ca e Ti. Esses elementos são sintetizados pela captura alfa no processo de fusão nuclear do silício precursor das supernovas tipo II. O silício e o cálcio são elementos derivados puramente do processo alfa. O magnésio pode ser consumido por reações de captura protônica. Quanto ao oxigênio, alguns o consideram um elemento alfa, outros não. O oxigênio é sem dúvidas um elemento alfa em estrelas de População II de baixa metalicidade. Este elemento é produzido em supernovas do tipo II e seu aprimoramento é intimamente relacionado ao aprimoramento de outros elementos do processo alfa. Às vezes, C e N são considerados elementos do processo alfa, considerando que eles são sintetizados em reações nucleares de captura alfa.
A abundância de elementos alfa em estrelas é geralmente expressa de maneira logarítimica:
{\displaystyle [\alpha /Fe]=\log _{10}{\left({\frac {N_{\alpha }}{N_{Fe}}}\right)_{Estrela}}-\log _{10}{\left({\frac {N_{\alpha }}{N_{Fe}}}\right)_{Sol}}},
Em que {\displaystyle N_{\alpha }} e {\displaystyle N_{Fe}} representam o número atômico dos elementos alfa e Fe os átomos por volume unitário. Modelos teóricos de evolução galática preveem que nos primórdios do universo havia mais elementos alfa em relação a Fe. As supernovas do tipo II sintetizam principalmente oxigênio e elementos alfa (Ne, Mg, Si, S, Ar, Ca e Ti) enquanto as 
supernovas tipo II produzem elementos do pico do ferro (V, Cr, Mn, Fe, Co e Ni).